# Nicolai Brock-Madsen
Nicolai Brock-Madsen (født 9. januar 1993) er en dansk fodboldspiller, der spiller for den danske klub Randers FC Han har tidligere spillet i AC Horsens. og Birmingham City F.C. og på en række af de danske ungdomslandshold.

## Karriere
Brock-Madsen skrev i december 2010 under på en treårig fuldtidskontrakt med Randers FC Han scorede sit første mål i en Europa League-kamp mod F91 Dudelange, som Randers FC vandt 6-1.
Den 21. august 2015 skrev han under på fireårig kontrakt med Birmingham City. Transfersummen var ukendt, men blev af BBC estimeret til være omkring £500.000 med mulige tillæg, således den samlede transfersum kunne ende på £1.000.000. Han fik sin debut fire dage senere, da han blev skiftet ind i halvlegen i Birminghams pokalsejr på 2-0 over Gillingham. Debuten i the Football League kom den 16. september i en kamp mod Nottingham Forest, som Birmingham tabte med 1-0, hvilket samtidig var det første nederlag for holdet i sæsonen. Han var i perioden i Birmingham udlejet til PEC Zwolle, Cracovia og St. Mirren F.C.
I 2019 skiftede han tilbage til Dansk Fodbold til AC Horsens på en fri transfer indtil sæsonens afslutning. I 2021 skrev han en toårig kontrakt med Randers FC.